# Сантана-ду-Серидо
Сантана-ду-Серидо (порт. Santana do Seridó) — муниципалитет в Бразилии, входит в штат Риу-Гранди-ду-Норти. Составная часть мезорегиона Центр штата Риу-Гранди-ду-Норти. Входит в экономико-статистический микрорегион Серидо-Ориентал. Население составляет 2279 человек на 2006 год. Занимает площадь 188,402 км². Плотность населения — 12,1 чел./км².

## Статистика
- Валовой внутренний продукт на 2003 год составляет 6 519 426,00 реалов (данные: Бразильский институт географии и статистики).
- Валовой внутренний продукт на душу населения на 2003 год составляет 2805,26 реалов (данные: Бразильский институт географии и статистики).
- Индекс развития человеческого потенциала на 2000 год составляет 0,684 (данные: Программа развития ООН).